# Ramón Cabrera

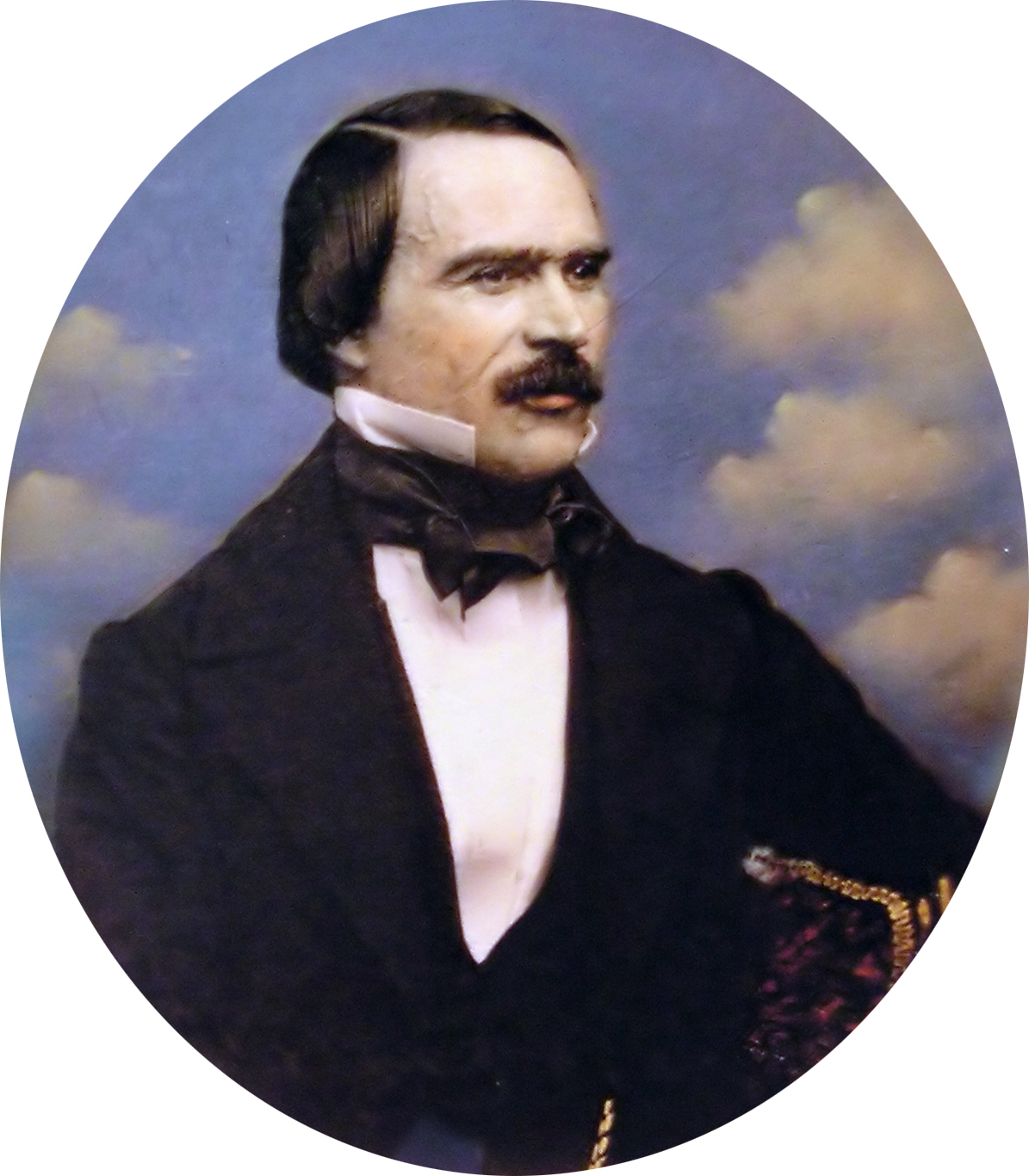
Daguerrotypi av Ramón Cabrera omkring 1850.

Ramón Cabrera, greve av Morella, "Tigern av Maestrazgo", född 27 december 1806 i Tortosa, Katalonien, död 24 maj 1877 i Wentworth i England, var en spansk politiker och general, framträdande ledare i den anti-liberala och kyrkligt konservativa upprorsrörelsen karlisterna som i mitten och slutet av 1800-talets Spanien förgäves kämpade för en egen tronföljd.
Cabrera var ursprungligen präst, och tog livligt del av tronpretendenten don Carlos uppror 1833-40, det första karlistkriget. År 1842 inträffade en brytning mellan denne och Cabrera och Cabrera slöt sig nu till don Carlos son, greven av Montemolin, och gjorde till hans förmån ett misslyckat upprorsförsök 1848.  
Andra karlistkriget 1846-1849 följdes av karlistiska gerillaaktioner. År 1860 tog Cabrera del i  en misslyckad resning av general Ortegas. I oktober 1868 överlämnade den karlistiske tronpretendenten Carlos María de Borbón den politiska och militära ledningen av rörelsen till Cabrera. Men i mars 1870 avgick denne på grund av misshälligheter med Carlos María och ledande karlister. 
I tredje karlistkriget 1972-76 deltog inte Cabrera. Han underställde sig 1875 Alfons XII av Spanien.